# Saint-Jean-du-Sud
Saint-Jean-du-Sud (Sen Jan disid en créole) est une commune d'Haïti située sur la Côte sud du pays dans le département du Sud dans l'arrondissement de Port-Salut. Parmi les personnalités venant de cette commune, on compte, Mgr Pierre-André DUMAS, évêque d’Anse-à-Veaux et de Miragoâne, Mgr Joseph Gontrand DÉCOSTE, sj, évêque de Jérémie, père Jean Denis SAINT-FÉLIX, sj, supérieur des jésuites en Haïti.

## Démographie
La commune est peuplée de 23 251 habitants(recensement par estimation de 2009).

## Administration
La commune est composée des sections communales de :
- Tapion 1
- Débouchette 2
- Trichet 3

## Économie
L'économie des ménages agricoles de Saint-Jean-du-Sud repose sur l'exploitation de cultures vivrières et d'arbres fruitiers, l'élevage et la pêche maritime. Toutefois les principales sources de revenus étant la commercialisation de certains fruits (mangues, noix de coco, noix de cajou) et la transformation des fruits.
La fabrication de paniers en bambou, de balais en latanier (artisanat) permet de diversifier l'offre commerciale.
Le secteur de la pêche reste une activité importante de la commune, presqu'ile prolongeant la Baie des Cayes.